# Hedong, Tianjin
Hedong är ett stadsdistrikt i storstadsområdet Tianjin i norra Kina. Antalet invånare år 2010 är 860 852. Befolkningen består av 427 821 kvinnor och 433 031 män. Barn under 15 år utgör 7,0 %, vuxna 15-64 år 80 %, och äldre över 65 år 11,0 %.
Det är indelat i 13 stadsdelsdistrikt (jiedao):
- Changzhoudao (常州道街道)
- Chunhua (春华街道)
- Dawangzhuang (大王庄街道)
- Dazhigu (大直沽街道)
- Dongxin (东新街道)
- Erhaoqiao (二号桥街道)
- Fuminlu (富民路街道)
- Lushandao (鲁山道街道)
- Shanghanglu (上杭路街道)
- Tangjiakou (唐家口街道)
- Tianjin Tiechang (天津铁厂街道) - enklav som ligger i She härad i provinsen Hebei
- Xiangyanglou (向阳楼街道)
- Zhongshanmen (中山门街道)